# Anhimella
Anhimella is een geslacht van vlinders van de familie uilen (Noctuidae), uit de onderfamilie Hadeninae.

## Soorten
- A. contrahens Walker, 1860
- A. pacifica McDunnough, 1943
- A. perbrunnea Grote, 1879